# Cabeamento certificado
Um cabeamento certificado é uma estrutura de cabeamento estruturado que ao ser desenvolvida, implementada ou projetada por um profissional certificado, por um fabricante ou até mesmo certificado e homologado por uma empresa internacional como a BICSI, recebe após uma avaliação criteriosa para verificar se o mesmo esta de acordo com as normas e padrôes, caso esteja, esta estrutura recebe um certificado de garantia por parte do fabricante. Além de normas dos fabricantes, utilizam-se equipamentos, chamados certificadores, que testam a rede com sinais elétricos que simulam pacotes padrões de dados para diversas protocolos conhecidos como a atual 10GBASE-T. Este certificador faz vários testes completos no cabeamento, e acusará qualquer defeito que possa vir a ter no mesmo. Ao certificar o cabeamento, existem empresas que fornecem garantia estendida de até 25 anos, se for usado apenas seus produtos no cabeamento testado.